# Kun for forrykte - Eik Skaløe og Steppeulvene
Kun for forrykte - Eik Skaløe og Steppeulvene er en dansk portrætfilm fra 1988, der er instrueret af Ole Christian Madsen og Lars K. Andersen.

## Handling
Med udgangspunkt i rockgruppen Steppeulvene og forsangeren Eik Skaløe, poeten, som blev et symbol for hele den søgen, hippiebevægelsen var udtryk for, stilles spørgsmålene: Hvorfor døde bevægelsen? Hvorfor døde så mange, når musikken endnu lever?